# Lia Norée
Emilie (Lia) Henriette Norée, född Landberg den 26 december 1883 i Stockholm, död 19 november 1935, var en svensk skådespelare.
Norée, som var dotter till bergsprängaren Karl Landberg och Emma Johansdotter, var verksam vid Emil Hillbergs elevskola och resande teater 1901–1902, vid Södra Teatern i Stockholm 1902–1904, hos Albin Lavén och Axel Engdahl vid Folkteatern i Göteborg 1904–1906 och vid Albert Ranfts teatrar från 1906. Hon debuterade 1901 som Lizzi i Sanna kvinnor och företog en stipendieresa 1912.
Hon var gift med Ernst Norée och mor till Sture Norée samt farmor till Britt Ståhlberg Norée. Makarna Norée är begravda på Norra begravningsplatsen utanför Stockholm.

## Teater

### Roller (ej komplett)
| År   | Roll                   | Produktion                                                  | Regi             | Teater        |
| ---- | ---------------------- | ----------------------------------------------------------- | ---------------- | ------------- |
| 1907 |                        | Vems är hatten Harald Molander                              |                  | Södra Teatern |
| 1915 | Lucy Tallon            | En fiffikus Paul Frank                                      | Justus Hagman    | Vasateatern   |
| 1917 | Lady Lethbridge        | Lilla yrhättan H. M. Harwood                                | Knut Nyblom      | Vasateatern   |
| 1917 | Maria Fredriksson      | Dollarmiljonen Anders Eje                                   | Knut Nyblom      | Vasateatern   |
| 1917 | Madam Österman         | Victor Lundbergs barn Hans Sturm                            | Knut Nyblom      | Vasateatern   |
| 1917 | Anna                   | En piga bland pigor Ernst Fastbom                           | Ernst Fastbom    | Vasateatern   |
| 1918 | Mrs Phillimore         | Äktenskapskarusellen Langdon Mitchell                       |                  | Vasateatern   |
| 1918 | Mrs Barton             | Häxmästaren Georges Berr och Louis Verneuil                 | Knut Nyblom      | Vasateatern   |
| 1918 | Mia                    | Den bättre hälften Franz Arnold och Ernst Bach              | Knut Nyblom      | Vasateatern   |
| 1920 |                        | Kärlekens fars Helge Krog och Olaf Bull                     |                  | Vasateatern   |
| 1921 |                        | Komprometterad Frances Nordstrom                            | Nils Johannisson | Vasateatern   |
| 1921 | Baronessan de Lepinois | Hon gav dig ögon Maurice Hennequin och Pierre Veber         | Knut Nyblom      | Vasateatern   |
| 1923 | Valentine              | Andra bröllopsnatten Maurice Hennequin                      | Knut Nyblom      | Vasateatern   |
| 1923 |                        | Jag är skyldig dig en hustru Yves Mirande och Henri Géroule | Knut Nyblom      | Vasateatern   |
| 1923 |                        | Fruar på krigsstråt Georges Feydeau                         | Albert Ranft     | Vasateatern   |
| 1924 |                        | På hal is Franz Arnold och Ernst Bach                       | Knut Nyblom      | Vasateatern   |
| 1924 |                        | Lilla Busses bröllop Richard Kessler                        | Knut Nyblom      | Vasateatern   |
| 1925 |                        | Kvinnan på fyrtio år Sil-Vara                               | Knut Nyblom      | Vasateatern   |

## Filmografi
- 1923 – Hemslavinnor
- 1920 – Carolina Rediviva
- 1911 – Stockholmsfrestelser